# Коссидьер, Марк Луи

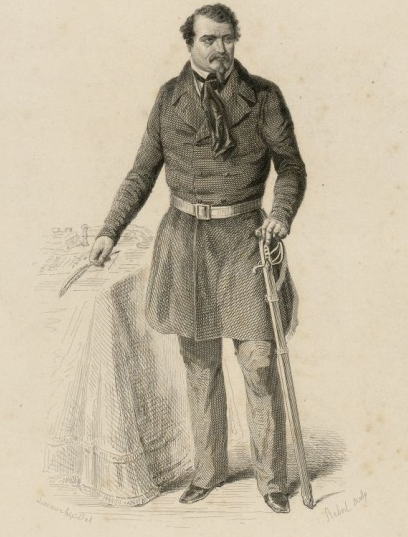
Коссидьер - префект полиции в 1848 году

Марк Луи́ Коссидье́р (1809—1861) — французский социалист, деятель революционного республиканского и рабочего движения.
Торговый служащий шёлковых фабрик Лиона и Сент-Этьенна, рисовальщик. За участие в Лионском восстании 1834 был приговорен к 20-летнему тюремному заключению. Освобожденный по амнистии 1837, примкнул к левым республиканцам вокруг газеты «Реформ» («La Reforme») Александра Огюста Ледрю-Роллена.
Принял активное участие в февральской революции 1848, принимал участие в баррикадных боях, руководил захватом полицейской префектуры и был назначен временным правительством Второй Французской республики префектом полиции Парижа.
В начале мая 1848 года Исполнительная комиссия (правительство) тщетно пыталась устранить его из полицейского управления. После провала республиканской демонстрации 15 мая его бездействие повлекло за собой обвинение. Уволен с должности начальника полиции. Хотя он оказался от мандата члена Учредительного собрания, но был переизбран на дополнительных выборах в начале июня. Высказывался против Июньского восстания, но после его подавления был вынужден бежать. Он эмигрировал сначала в Англию, а затем в Соединенные Штаты, где возобновил свою работу торговцем вином. Заочно Коссидьер был приговорен к ссылке высоким судом в Бурже за участие в захвате 15 мая 1848 года и вернулся во Францию после амнистии в 1859 году.
В городе Сент-Этьен в честь Марка Коссидьера названа улица.